# Abocarabo
Abocarabo (em grego: Αβοχαραβος) ou Abu Caribe (em árabe: أبو غريب; fl. 528-543) foi um filarco (rei) dos árabes, filho de Gabalas IV (r. 518–528) e irmão de Alamúndaro III (r. 528–569). Sua primeira menção ocorre quando era senhor de uma região conhecido como "As Palmeiras", nas cercanias da Palestina Tércia. Ao doar esta região ao imperador Justiniano (r. 527–565), foi nomeado filarco dos árabes da Palestina Tércia. Provavelmente sua nomeação como filarco ocorreu em 528, mesma data da morte do também filarco Aretas (r. 498–528). c. 540/2, esteve entre os governantes árabes a enviar uma embaixada a Abramos, um rei himiarita. Sabe-se que ainda estava vivo em 543.